# Stazione di Caldiero
La stazione ferroviaria di Caldiero si trova sulla linea ferroviaria Milano – Venezia, nel comune veronese di Caldiero.

## Movimento
La stazione è servita da treni regionali svolti da Trenitalia nell'ambito del contratto di servizio stipulato con le regioni interessate.

## Servizi
La stazione, gestita da RFI, dispone dei seguenti servizi:
- Biglietteria  automatica